# Estetismo

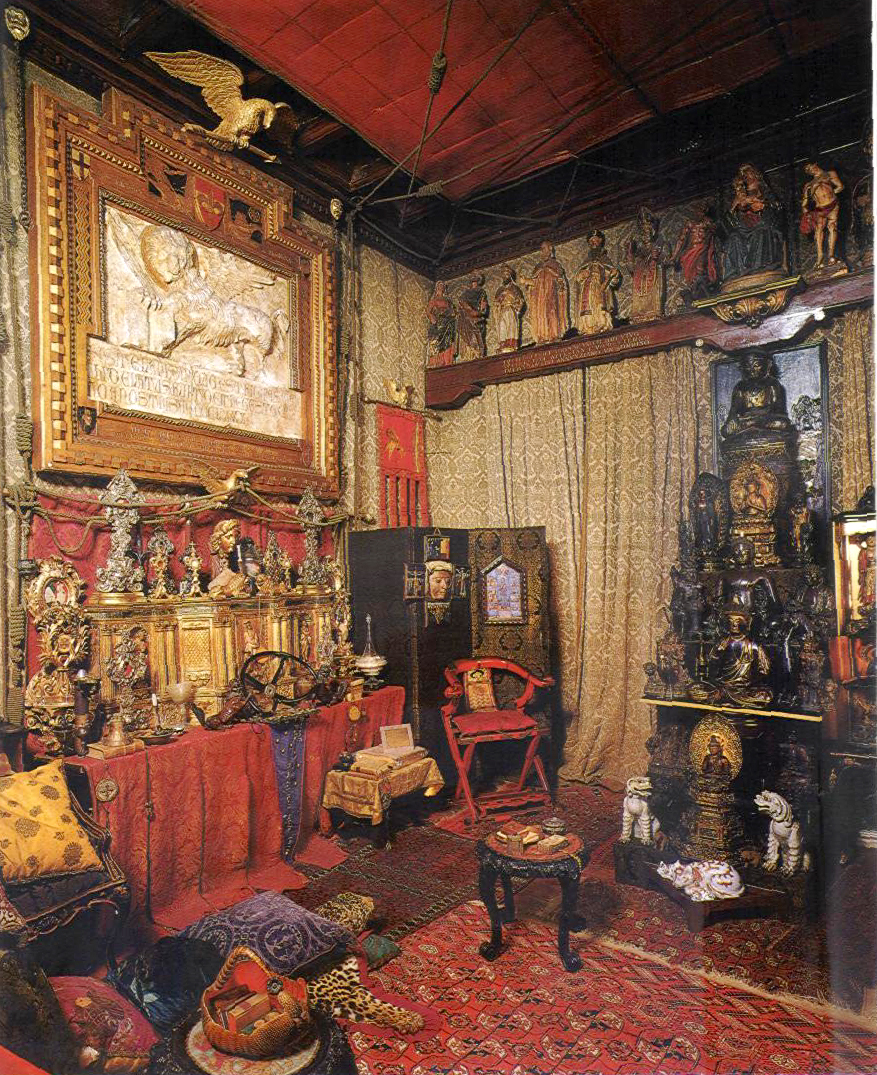
Una sala del Vittoriale degli Italiani, improntata all'estetismo di D'Annunzio

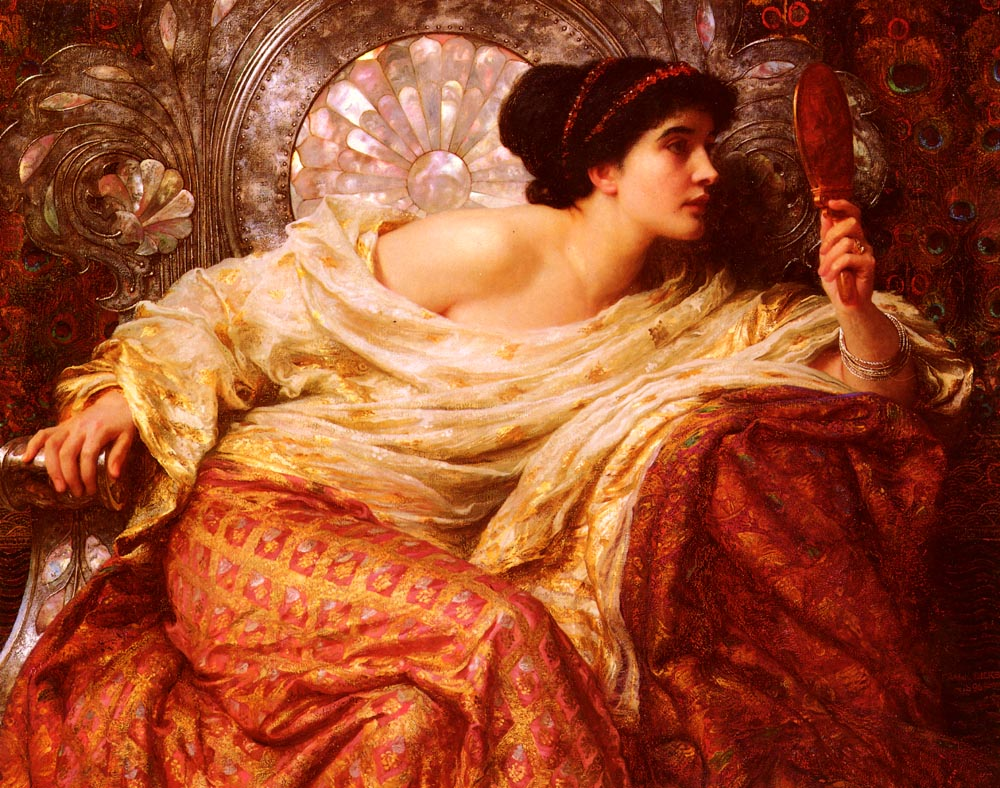
Lo specchio, di Frank Dicksee (1896)

L'estetismo è un movimento artistico ma soprattutto letterario della seconda metà dell'800. Rappresentava una tendenza del decadentismo e del tardo romanticismo autonomamente sviluppatasi grazie a figure come Walter Pater, Joris-Karl Huysmans, Charles Baudelaire, i parnassiani e John Ruskin, che trova il suo massimo splendore grazie alle opere di Oscar Wilde e Gabriele D'Annunzio.
Questo movimento è tuttavia riscontrabile anche in vari studi di filosofi o studiosi di discipline umanistiche che ne intendono dare una definizione etimologicamente esatta, dato che si contemplano due categorie riguardanti l'estetismo, ossia quella filosofica e quella morale. Nel corso della storia le due categorie si possono riscontrare separate o legate assieme. Esso nasce come movimento che tende a sviluppare le idee proposte dal parnassianesimo, corrente culturale sorta in Francia negli anni '60 dell'800, e si fonda sull'imperativo del "l'arte per l'arte", vedendo dunque in questa l'unico e sommo fine della letteratura. L'estetismo è pure una reazione al romanticismo e al suo mimetismo naturale e sentimentale, secondo cui la vita determina l'arte. Con l'estetismo la classica dicotomia vita-arte si risolve nella coincidenza dei due termini, tendendo così a fare della propria vita la prima delle opere d'arte, fornendo un'immagine di sé totalmente idealizzata, estetizzata, artificiosa, ovvero deformata in favore del bello, unico valore morale del movimento. In esso si sviluppa quindi la figura del dandy-esteta, una persona contraddistinta da una raffinata eleganza che si diverte anche a stupire il pubblico con atteggiamenti trasgressivi ed eccentrici.

## Caratteri generali
(Oscar Wilde, Aforismi di Sebastian Melmoth)

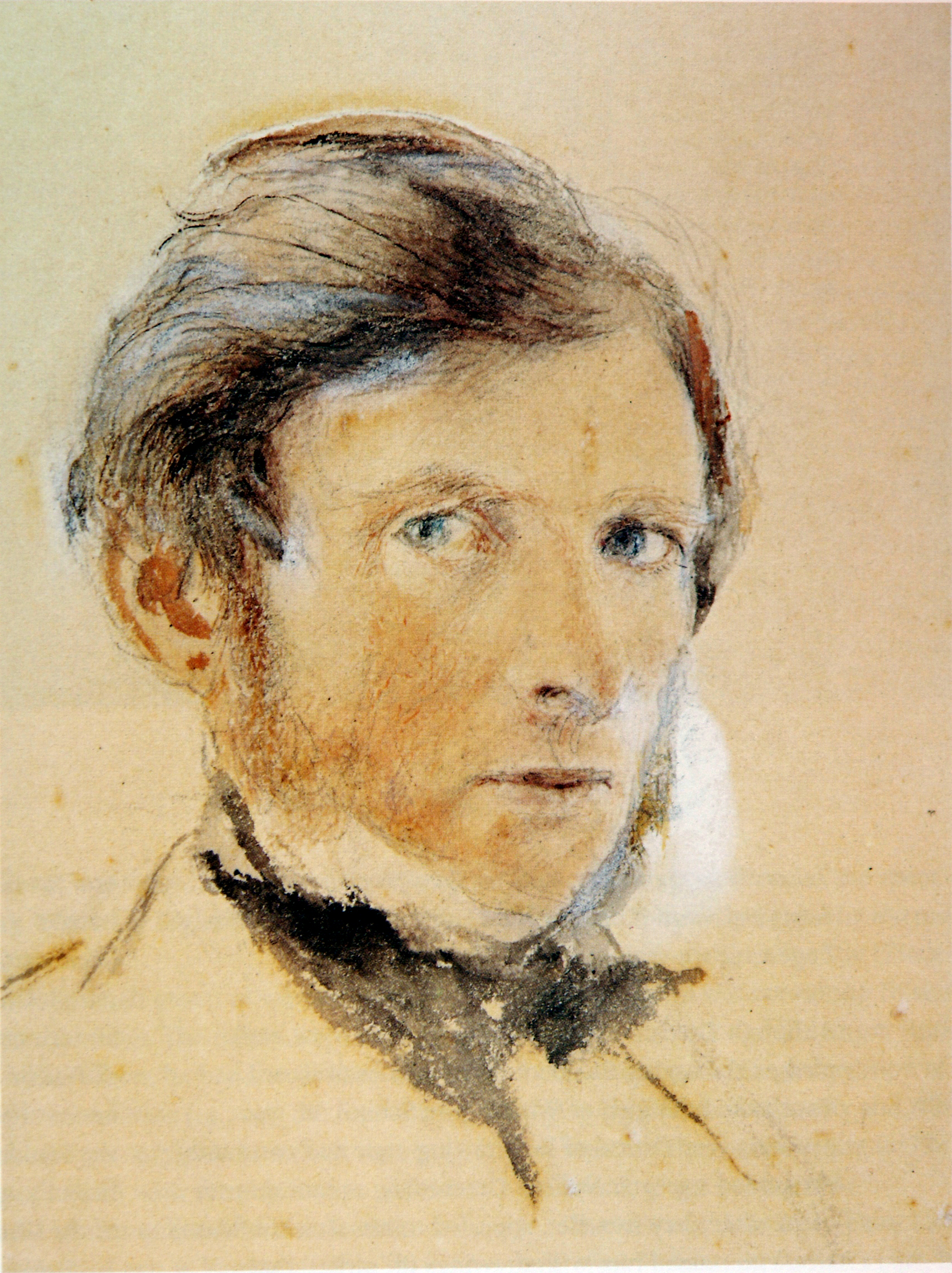
John Ruskin, uno degli iniziatori dell'estetismo.

Nell'estetismo morale assume un'importanza fondamentale la forma esteriore, il culto della forma prevale sulla virtù, e si tende a rendere piacevole la vita e la socialità.

Nell'estetismo filosofico i più importanti pensatori sostengono l'impossibilità di conoscere la verità, di possedere l'assoluto e di vivere nella virtù, quindi l'individuo non può andare oltre il momento estetico, poiché recepisce solo una parzialità del tutto; inoltre l'intuizione prevale sul pensiero e il gusto è preminente alla razionalizzazione. Conseguenza di tutti questi principi è il ricorso alla via e alla vita estetica.

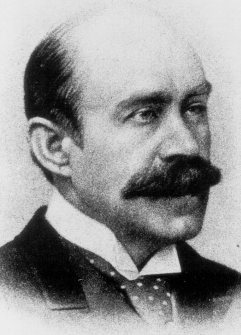
Walter Pater, padre dell'estetismo inglese, secondo la cui concezione, l'arte e l'artista devono perennemente "ardere d'una intensa fiamma gemmea".

Il principio fondamentale dell'estetismo ("l'arte per il gusto dell'arte") consiste nel vedere l'arte come rappresentazione di sé stessa, possedente una vita indipendente proprio come il pensiero, che procede solo per le sue vie, senza una spinta etica. 
Nella prefazione Il ritratto di Dorian Gray Oscar Wilde tramite una serie di aforismi stende una sorta di manifesto dell'estetismo.
Coloro che scorgono bei significati nelle cose belle sono le persone colte. Per loro c’è speranza.
Essi sono gli eletti: per loro le cose belle significano solo bellezza.

Non esistono libri morali o immorali. I libri sono scritti bene o scritti male. Questo è tutto. [...]
Nessun artista ha intenti morali. In un artista un intento morale è un imperdonabile manierismo stilistico.
Nessun artista è mai morboso. L'artista può esprimere qualsiasi cosa.»
(Oscar Wilde, Prefazione a Il ritratto di Dorian Gray)
Wilde fa enunciare al personaggio di Lord Henry Wotton diversi paradossi sulla vita e sull'estetica:
La bruttezza è uno dei sette peccati capitali.»
(ibidem, p. 265)
L'arte per l'estetismo non ha alcun rapporto con l'epoca in cui si sviluppa, anzi è spesso contraria ad essa e l'unica storia che la concerne è la storia del suo stesso progresso.
Nel momento in cui l'arte rinuncia alla fantasia per la realtà, rinuncia a sé stessa.

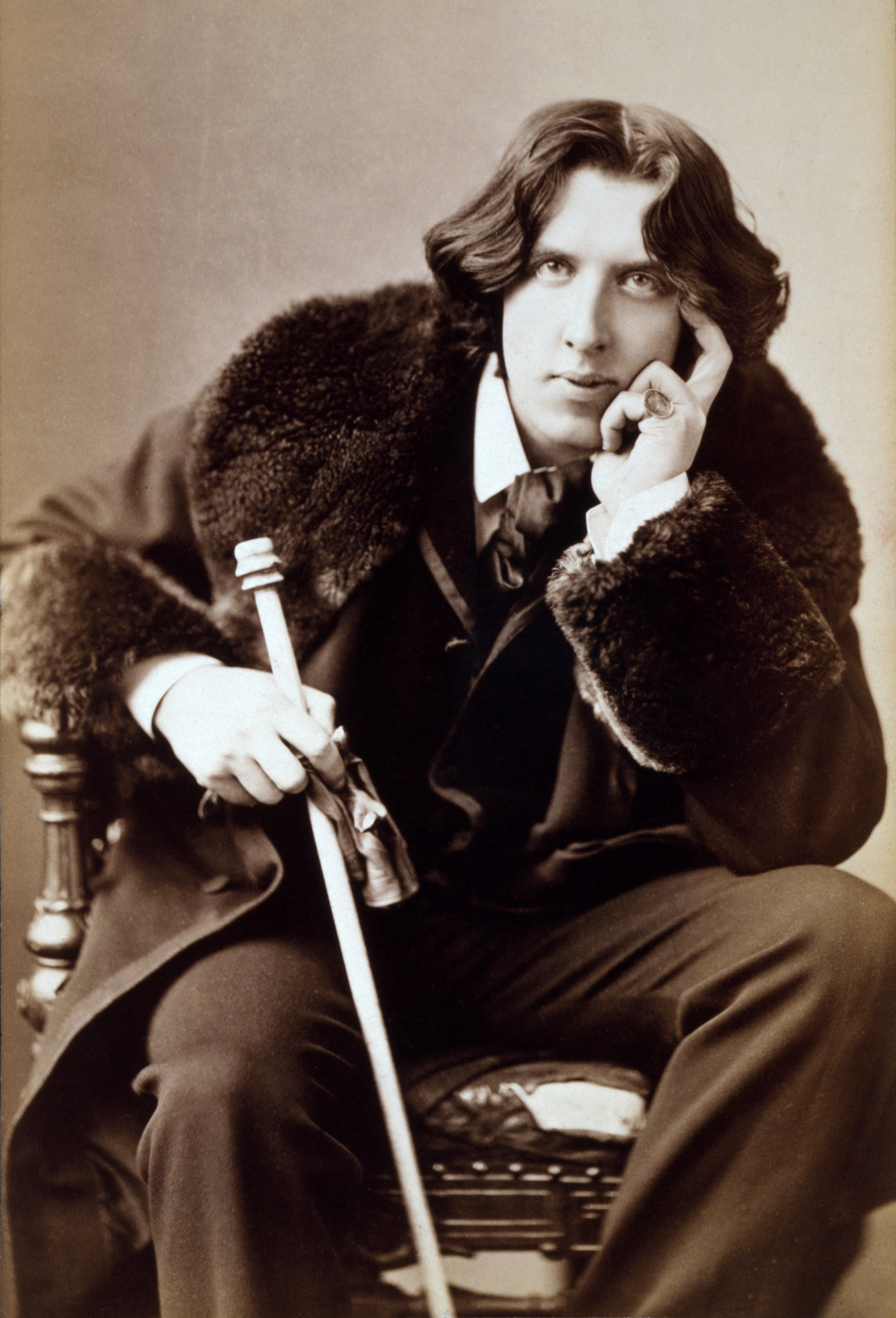
Oscar Wilde nel 1882

Il realismo è visto dagli esteti come un totale fallimento nella ricerca della bellezza, ed essi sostengono ancora che le uniche cose belle sono quelle che non riguardano valori oggettivi ma i gusti e la sensibilità estetica di una persona.
È la vita ad imitare l'arte e questo non deriva solo dall'istinto imitativo della vita ma anche dal fatto che il fine cosciente della vita è quello di trovare espressione, e che l'arte è l'espressione stessa. Da questo consegue anche che la natura stessa si modifica a immagine dell'arte. Gli unici effetti che essa può mostrarci sono quelli visibili grazie alla poesia, o nei dipinti. In questo consiste il segreto del fascino della natura, ma anche la sua debolezza.

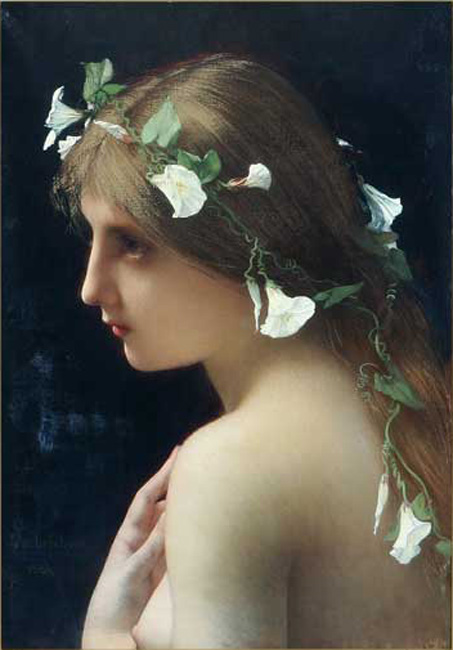
Ninfa con fiori di convolvolo, dipinto di Jules Joseph Lefebvre, esempio di concezione estetitizzante dell'arte pittorica.

L'estetismo presenta anche un continuo invito a godere della giovinezza fuggente, un edonismo nuovo in cui l'esaltazione del piacere è morbosamente collegata alla corruzione della decadenza e in cui la bellezza è intesa come manifestazione del genio ma superiore, al contempo, al genio stesso, in quanto categoria sovra-umana. In questi termini l'estetismo si configura come una "pseudo religione del bello".
È il poeta/artista/genio che vuol trasformare la sua vita in opera d'arte, sostituendo alle leggi morali le leggi del bello e andando continuamente alla ricerca di piaceri raffinati, effimeri, impossibili per una persona comune anche attraverso l'utilizzo di alcool e droghe. L'esteta ha infatti orrore della vita comune, dei ceti inferiori, della volgarità borghese, di una società dominata dall'interesse materiale e dal profitto, e si isola in una Torre d'avorio, in una sdegnosa solitudine circondato solo da arte e bellezza.

## Storia
(Charles Baudelaire, Invito al viaggio)

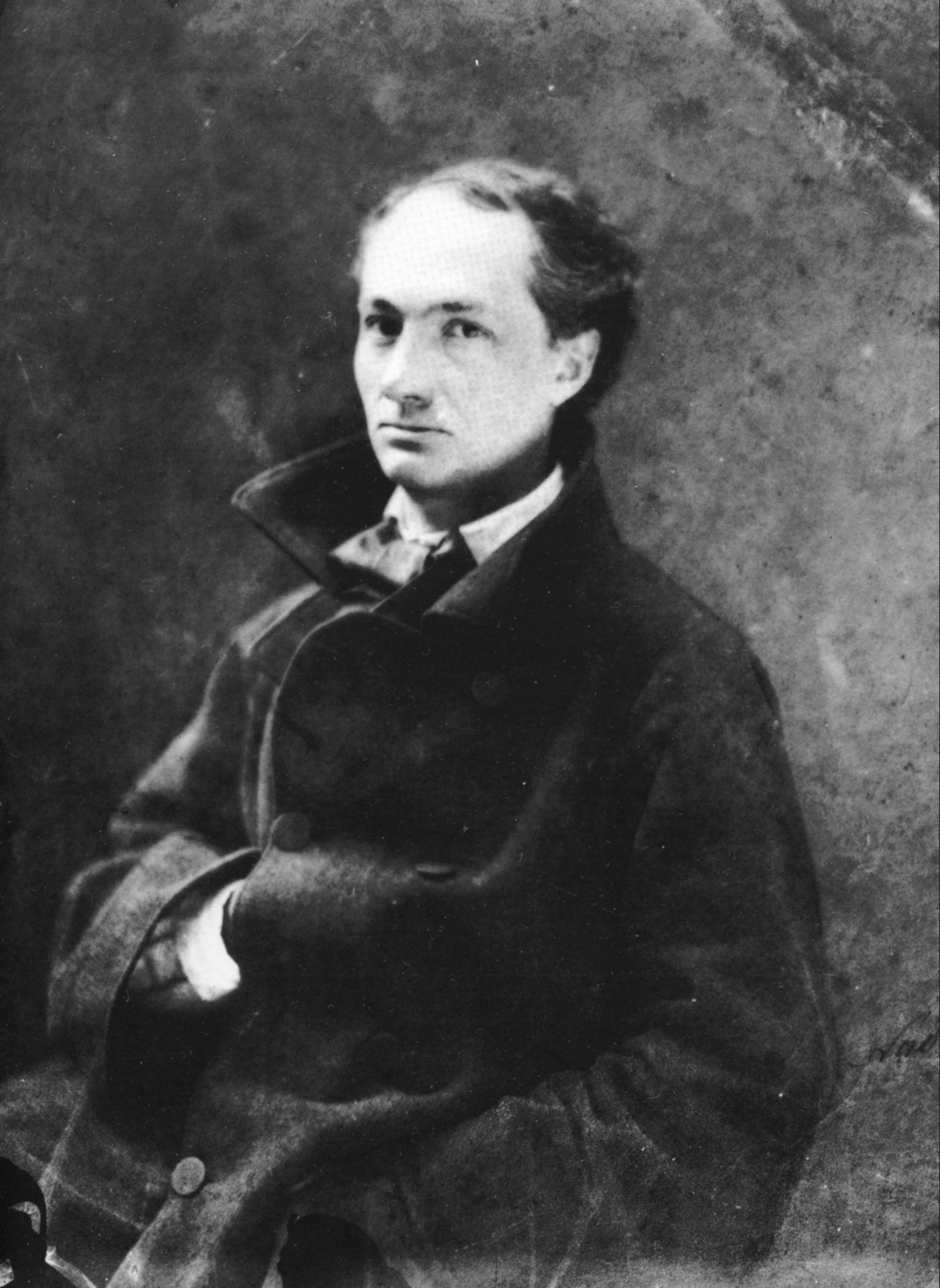
Charles Baudelaire

Nell'antica Grecia le forme istintuali dell'essere umano venivano celebrate in particolare nei culti orgiastici dedicati a Dioniso, durante i quali si cercava di raggiungere uno stato di estasi che consentisse di entrare in comunicazione col divino, e nel concetto di kalokagathia.

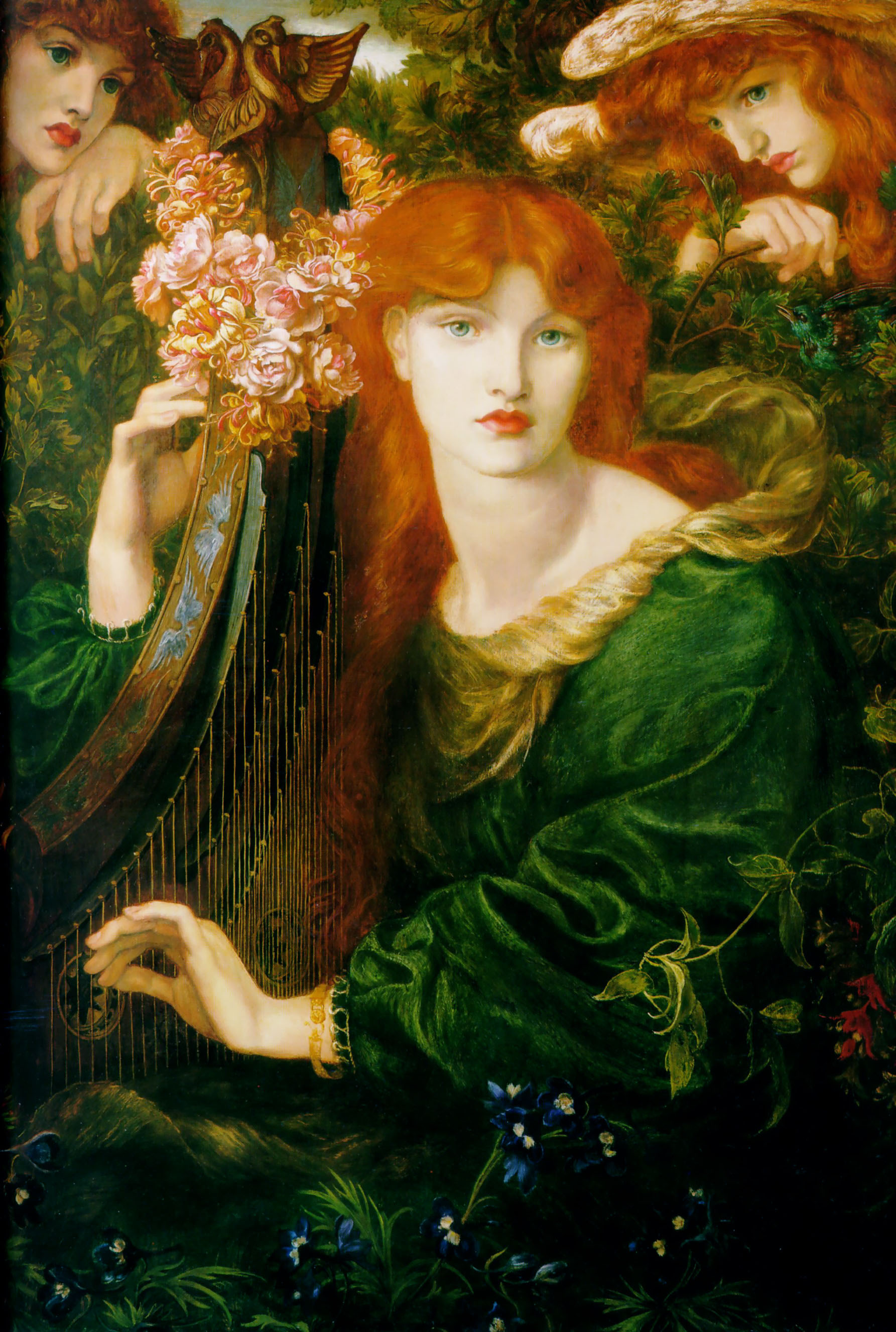
Dante Gabriel Rossetti, La Ghirlandata; olio su tela, soggetto Alexa Wilding.

Se successivamente Platone subordinò la forma alla verità e alla giustizia, e lo stesso Cristianesimo lungamente si oppose ad una concezione estetica della vita, sarà quindi con l'Umanesimo ed il Rinascimento che germogliarono delle nuove forme di sensibilità al bello, senza mai raggiungere, però, il culto della forma per sé stessa.
Fu il neoclassicismo a ricominciare a celebrare il bello in quanto tale (Johann Joachim Winckelmann, Antonio Canova, Ugo Foscolo).

### L'estetismo ottocentesco e del primo novecento
(Joris-Karl Huysmans)
Il Romanticismo elaborò con Schlegel e Solger la teoria del creare per il creare, secondo la quale l'io umano è l'immagine dell'Io divino e perciò è in grado di rimodellare continuamente il suo prodotto in piena libertà di azione, incondizionata e disinteressata. Secondo i teorici dell'estetismo romantico, vi è una somiglianza tra l'atto creativo del mondo da parte di Dio e la creazione artistica, dovuta al fare per il gusto di creare, privo di finalità.

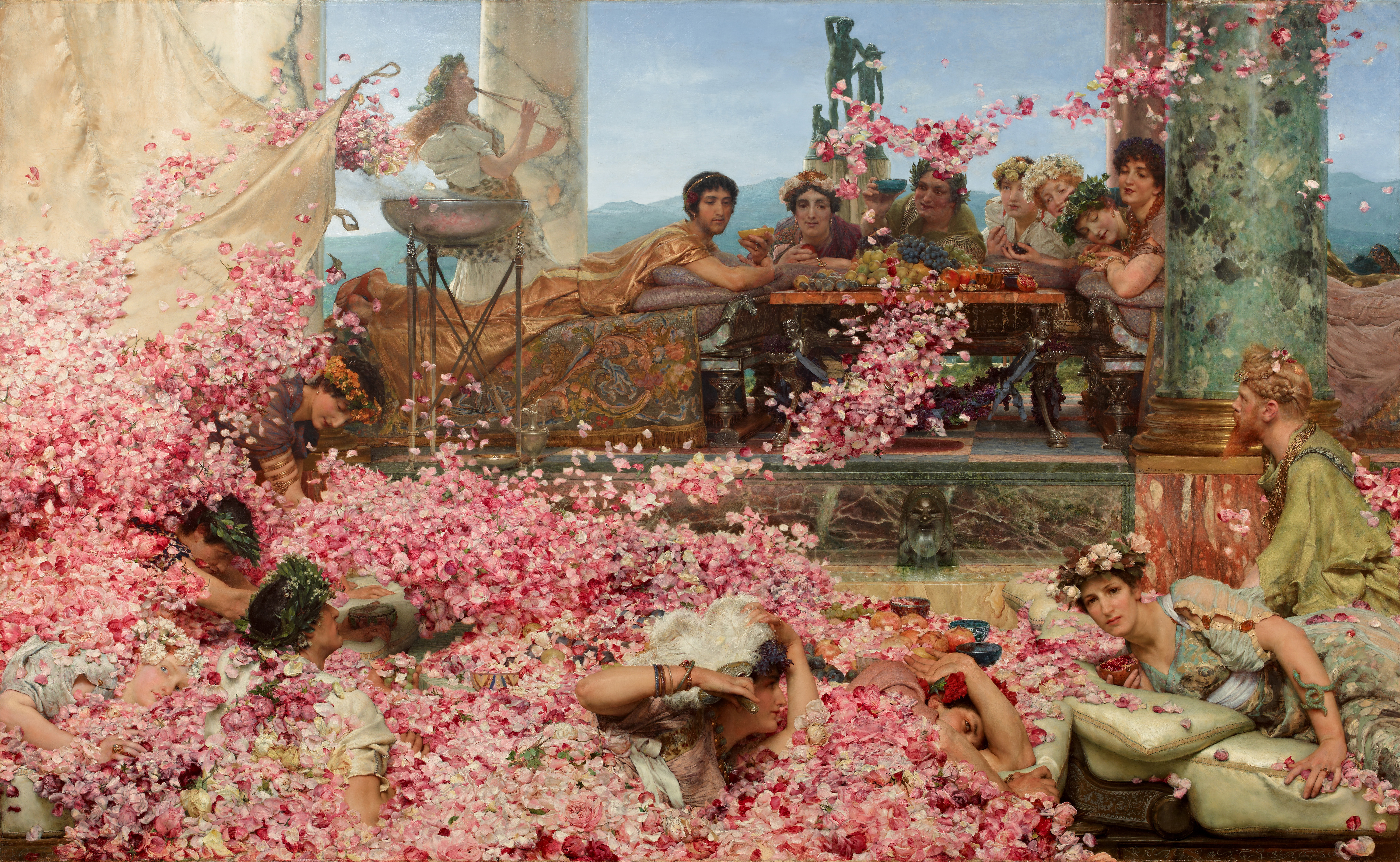
Sir Lawrence Alma-Tadema, Le rose di Eliogabalo

Secondo John Keats, che omaggia l'estetica greca della kalokagathia: 
(Ode su un'urna greca)
Però, con l'eccezione di quest'ultimo e alcuni altri, il romanticismo costituisce una parentesi meno estetista in quanto al Bello formale è preferito il Sublime, secondo l'estetica esposta in precedenza da Edmund Burke.
(Mario Praz)

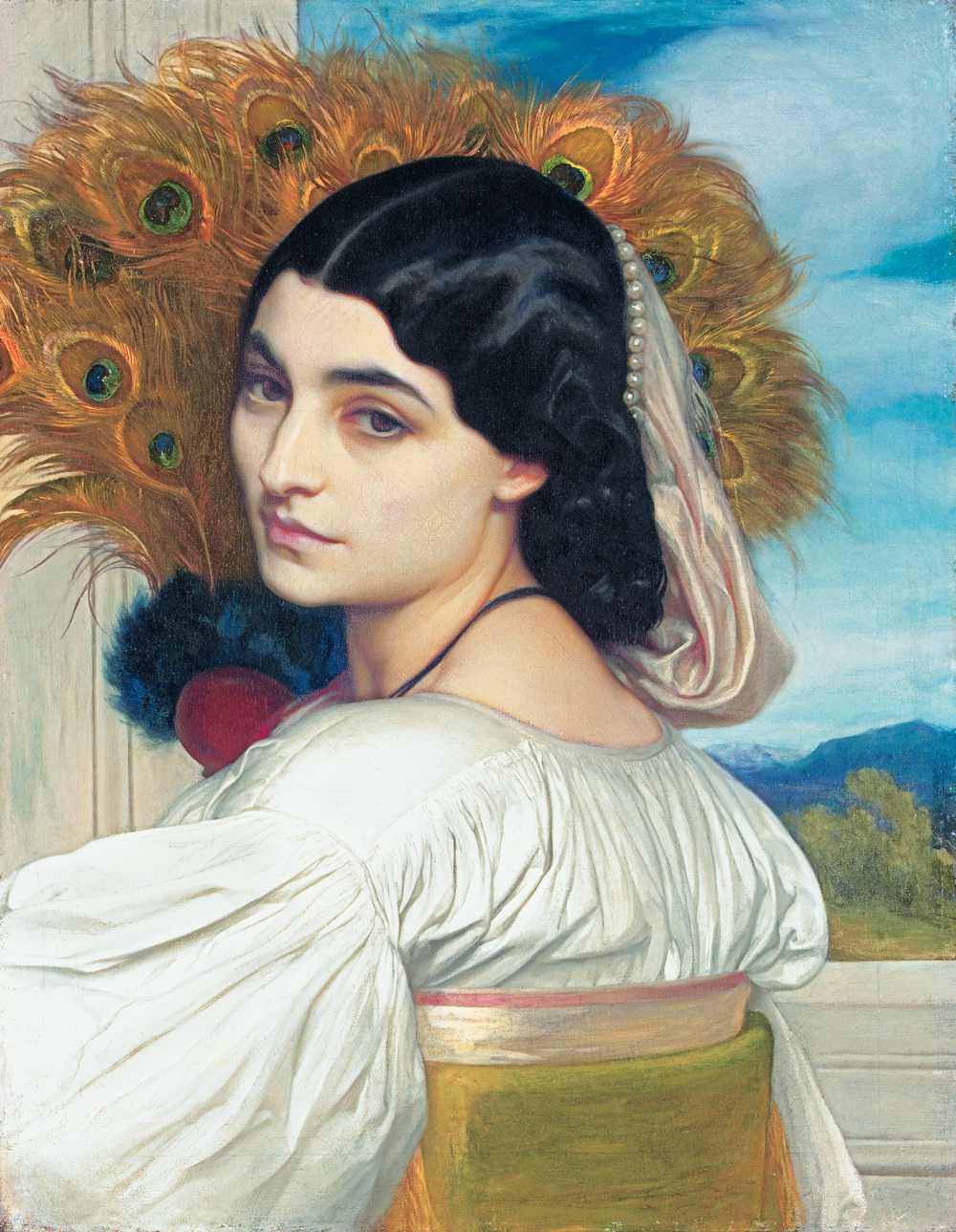
Frederic Leighton, Pavonia

Grazie a queste teorie, non condivise da Hegel e da Kierkegaard, l'estetismo entrò a pieno diritto nella nuova cultura del decadentismo e del parnassianesimo (Gautier, e il precursore del realismo ma attentissimo alla forma estetica Gustave Flaubert), ossia a movimenti per i quali assunsero grande importanza il bello e la forma. Anche la concezione dell'arte di Schopenhauer avrà grande importanza.

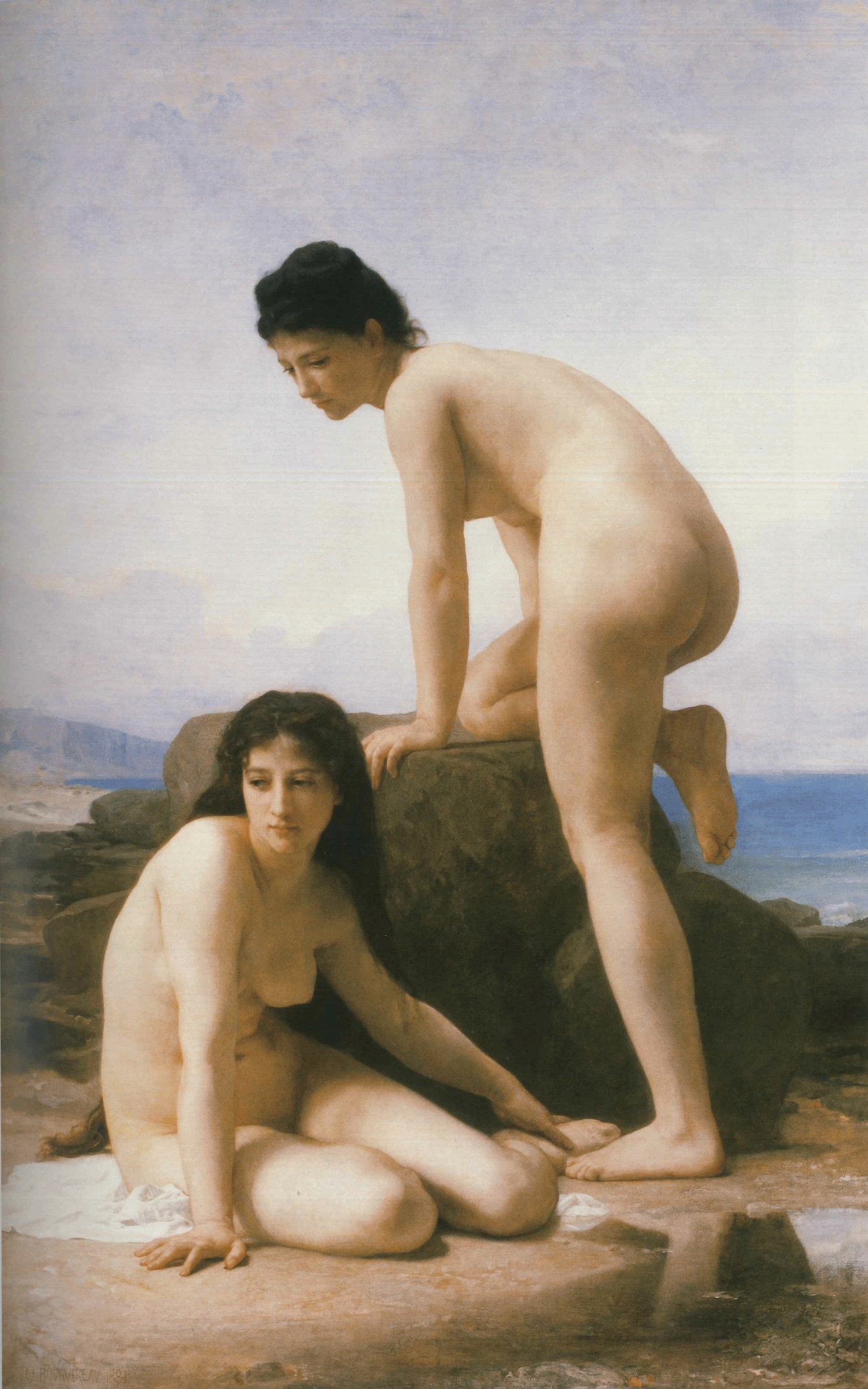
William-Adolphe Bouguereau, Le due bagnanti (1884).

Se in Inghilterra si mostrarono esteti i vari Swinburne, i preraffaelliti, Carroll, Ruskin e Wilde, in Francia il parnassiano Gautier, Baudelaire, Verlaine e Apollinaire si allontanarono sempre più dal contenuto perseguendo la forma per la forma, ad esempio la musicalità del verso. Alcuni come Barbey d'Aurevilly, Joris-Karl Huysmans, Ernest Dowson e l'ultimo Wilde tenteranno una conciliazione tra estetismo (edonista e paganeggiante) e cattolicesimo, in seguito seguita in parte da D'Annunzio ed Henry de Montherlant. Includibili assieme al tardo Montherlant (morto nel 1972) tra gli eredi del movimento sono anche Pierre Louÿs, Costantino Kavafis e Guillaume Apollinaire. Per tutti, "la via dei sensi" era concepita nei "termini della filosofia mistica", così come artistica ed estetica, e raramente sostanziale, l'attenzione verso i fenomeni religiosi.
Nei paesi germanici fu soprattutto Nietzsche a proporre l'uomo del canto e della danza Zarathustra, e a criticare il Cristianesimo perché persegue la santità anziché il bello. Nietzsche contrappose lo spirito dionisiaco a quello apollineo (esaltato invece dal Winckelmann) intravedendo nel primo la pulsione vitale del cambiamento, basata sul dinamismo e sul continuo rinnovamento dell'esteta, che non deve mai fissarsi su una presunta verità pretendendo che sia vera, per non restare imprigionato nelle forme che il desiderio stesso produce da sé.

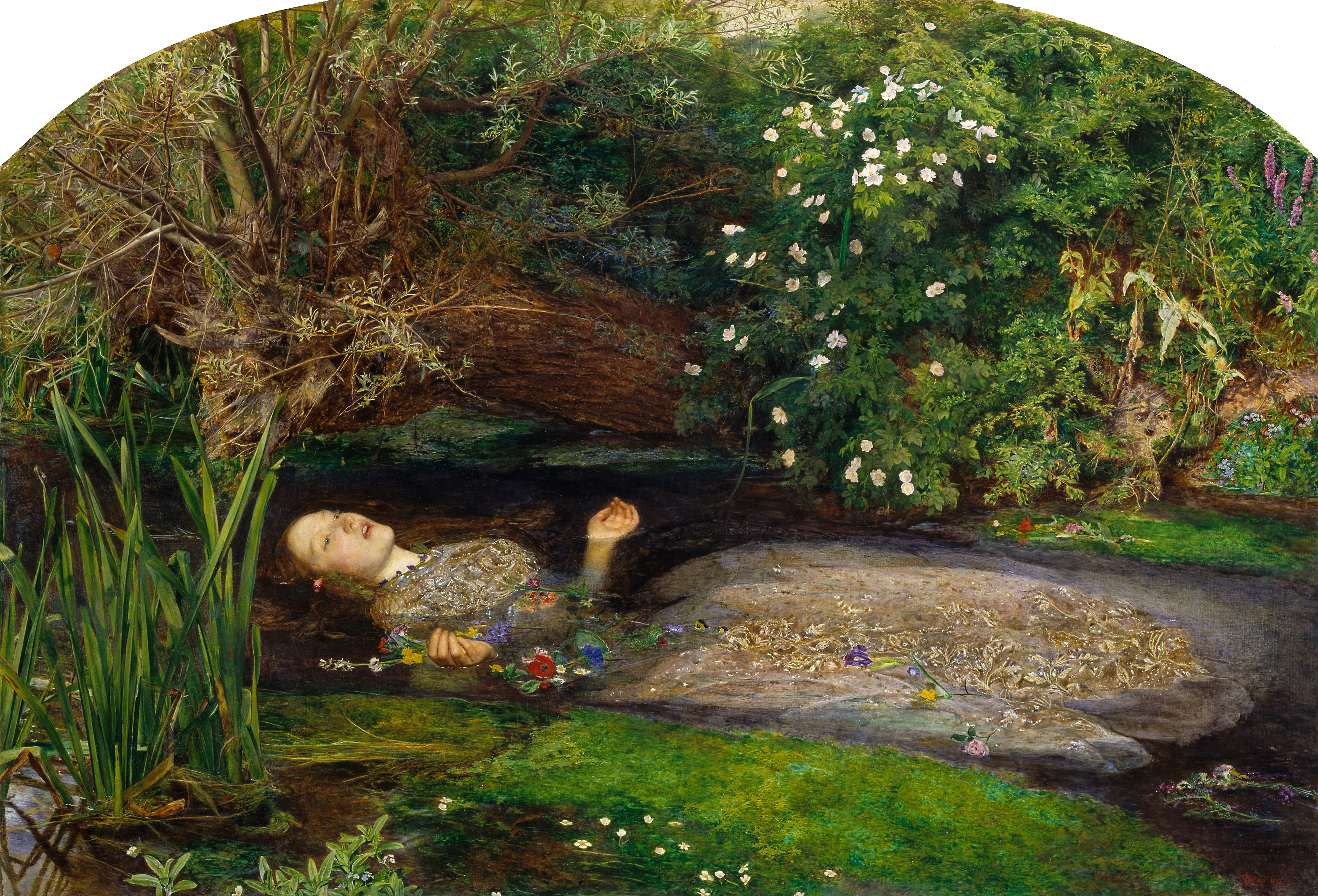
John Everett Millais, Ophelia, modella Elizabeth Siddal Rossetti

Politicamente l'esteta è conservatore o reazionario, talvolta apolitico, qualche volta socialista libertario (Wilde) o rivoluzionario a suo modo (D'Annunzio dopo il 1900, i futuristi). Vi è in loro l'ammirazione formale anche verso "tiranni decadenti e sensuali", ad esempio Eliogabalo, Domiziano, Tiberio, Nerone, Caligola, Cesare Borgia e i signori del tardo Medioevo e del Rinascimento, o per libertini del passato (es. Giacomo Casanova, de Sade...), l'attrazione per esotismo e l'Oriente, la simpatia per epoca stanche e raffinate, si veda l'identificazione di Paul Verlaine con i romani della tarda antichità romano-occidentale o comunque di epoca di "decadenza" secondo lo storiografia tradizionale di stampo gibboniano, come l'età severiana, l'era commodiana o l'Impero romano d'Oriente (mito di Bisanzio), attrazione evidente nella poesia Languore:
(P. Verlaine, Jadis et naguère, Langueur)
Il culto per la bellezza è sia maschile che femminile, spesso collegato all'orientamento sessuale dell'artista.

### D'Annunzio
(G. D'Annunzio, Il piacere, 1889)

D'Annunzio ai primi anni del 1900

In Italia, dopo l'esperienza della Scapigliatura e quella di Fogazzaro, sarà il contemporaneo D'Annunzio ad espandere alcuni concetti di Nietzsche, esaltando la libertà creativa, come nel Fuoco, e la vittoria del più forte, come ne La morte del cervo. L'esteta è, per D'Annunzio, colui che cerca di vivere la propria vita come un'opera d'arte, ed egli stesso si pose quest'obiettivo, di cui sono testimonianza le vicende autobiografiche dei protagonisti dei suoi romanzi. In tal modo l'estetismo, più che una formulazione teorica, diventa un vero e proprio stile di vita. Nel romanzo Il piacere, ad esempio, ricco di elementi autobiografici, D'Annunzio pur condannando razionalmente la vacuità di una condotta lasciva, descrive con partecipata ammirazione il modo in cui l'esteta Andrea Sperelli si lascia guidare unicamente dal perenne fluire delle sensazioni, senza più seguire un ordine logico né morale.
Rifiutando la mediocrità borghese e la morale conformista del suo tempo, D'Annunzio si creò una vera e propria maschera dell'esteta, ovvero dell'individuo superiore, dotato di sensibilità fuori dal comune, che accetta come regola di vita solo il bello. Una delle massime rappresentazioni del suo estetismo fu il Vittoriale degli Italiani, una sorta di museo-abitazione da lui eretto per celebrare l'eroismo suo e le imprese del popolo italiano durante la prima guerra mondiale.

### Altre forme di estetismo italiane
Altre teorie importanti nell'ambito dell'estetismo si rivelarono quelle indicate da Ugo Spirito nel suo saggio La vita come arte del 1937, nel quale egli considera l'estetismo come un ideale, come un fine, visto che apparteniamo ancora ad una fase di conoscenze incomplete e involute. Ferretti, nel 1940 con il saggio Estetismo, definisce le proprietà fondamentali dell'agire umano, caratterizzate dalla trasformazione del mondo, grazie alla quale gli si dà una forma, e conseguentemente l'estetismo diventa il fare per ottenere le forme preferite.

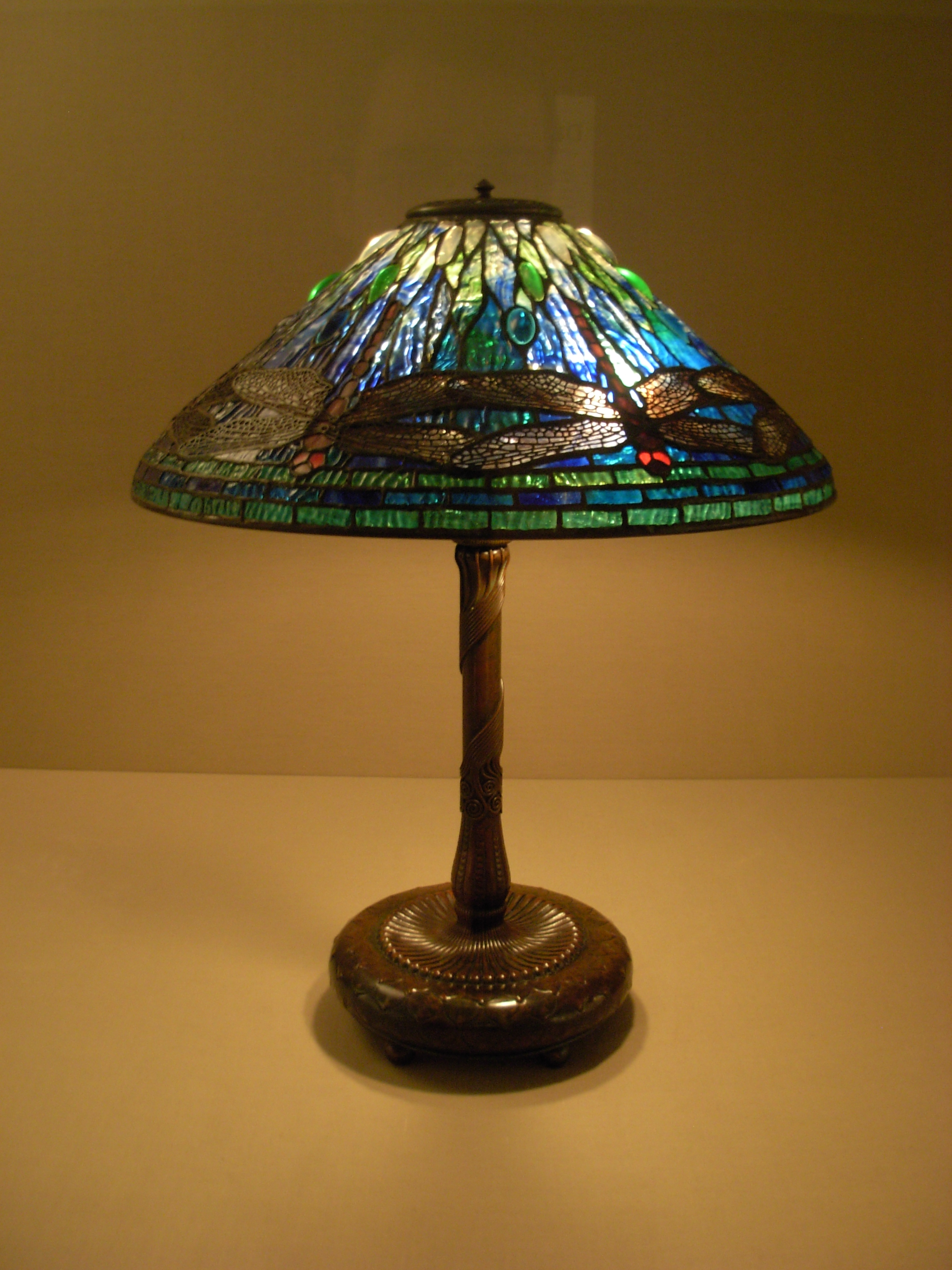
Louis Comfort Tiffany, lampada da tavolo (Carnegie Museum of Art), periodo 1899-1902. L'art nouveau, detta anche stile floreale o stile liberty è di derivazione estetistica

La reazione antidannunziana (Giovanni Pascoli, crepuscolarismo, Benedetto Croce, Italo Svevo, Luigi Pirandello) si oppose letterariamente invece all'estetismo come presentato dai dannunziani, se non mantenendolo in forma molto attenuata e spesso parodistica (Guido Gozzano).

### Estetismo moderno
Il movimento estetico continuò variamente fino a diventare uno dei filoni della filosofia dell'arte e della letteratura moderna, se scevra da morale e alla ricerca soprattutto del bello formale senza volontà didattica o scevro da morale. Il romanzo Lolita di Vladimir Nabokov ne è un esempio ("Lolita non si porta dietro nessuna morale. Per me un'opera narrativa esiste solo se mi procura quella che chiamerò francamente voluttà estetica, cioè il senso di essere in contatto, in qualche modo, in qualche luogo, con altri stati dell'essere dove l'arte (curiosità, tenerezza, bontà, estasi) è la norma"), così come la pittura di Balthus o quella surrealista di Dalì, la fotografia di David Hamilton, o certa musica, letteratura e cinema, o nella moda.